# ヴァルトゥルナンシュ
ヴァルトゥルナンシュ（フランス語: Valtournenche [valtuʁnɑ̃ʃ])）は、イタリア共和国ヴァッレ・ダオスタ州にある、人口約2,300人の基礎自治体（コムーネ）。

## 地理

### 位置・広がり

#### 隣接コムーネ
隣接するコムーネは以下の通り。括弧内のCH-VSはスイス・ヴァレー州所属を示す。
- アンテイ＝サンタンドレ
- アヤス
- ビオナ
- シャモワ
- トルニョン
- ツェルマット (CH-VS)

## 行政

### 分離集落
ヴァルトゥルナンシュには、以下の分離集落（フラツィオーネ）がある。
- Barmasse, Bioley, Brengaz, ブレイユ＝チェルヴィニア, Busserailles, Chaloz, Châtelard, Champ l'éve, Cheneil, Cheperon, Tsignanaz (Cignana), Clou, Cré, Cré-du-Pont, Crépin, Crétaz, Duerche, Euillaz, Fontaine, La Muranche, La Vénaz, Layet, Laviel, Le Lou (Loz), Losanche, Maën, Maisonnasse, Montaz, Moulin, Mont-Mené, Mont-Perron, Pâquier (capoluogo), Pecou, Les Perrères, Pessey, Promindoz, Saix, Servaz, Singlin, Tourtourouse, Ussin, Valm